# Lycée de Zemun
Le lycée de Zemun (en serbe cyrillique : Земунска гимназија ; en serbe latin :  Zemunska gimnazija) est un établissement scolaire situé à Belgrade, en Serbie, dans la municipalité urbaine de Zemun. Créé en 1858, il est le cinquième plus ancien lycée du pays après ceux de Sremski Karlovci (1791), Novi Sad (1810), Kragujevac (1833) et Šabac (1837).
Le lycée de Zemun est situé dans le Gradski park, à proximité de l'école élémentaire Majka Jugovića et de la Faculté d'agriculture de l'Université de Belgrade, créée en 1905,. Le bâtiment actuel du lycée, construit en 1879 et agrandi en 1916, est aujourd'hui classé parmi les monuments historiques,.

## Histoire
Le lycée de Zemun a ouvert ses portes le 23 septembre 1858 ; à l'époque, il ne comptait que 21 élèves sur un seul niveau scolaire. Zemun faisait alors partie de l'empire d'Autriche et l'enseignement y était dispensé en allemand. En 1872, l'établissement offrait des cours sur quatre niveaux.
En 1883, le serbe devint la langue de l'enseignement et, un an plus tard, sur l'ordre du gouvernement autrichien, le cursus des jeunes filles fut restreint au premier niveau et, en 1887, le lycée devint accessible aux seuls jeunes gens. Après la Première Guerre mondiale, en 1925, il fut à nouveau ouvert aux jeunes filles.

## Architecture
Le bâtiment le plus ancien du lycée a été construit en 1879 sur des plans de Nikola Kolar, un architecte originaire de Zagreb ; il a été bâti sur le domaine de l'ancienne institution de la Quarantaine et est caractéristique du style néorenaissance. La façade principale est ordonnancée autour d'une avancée centrale surmontée d'un petit tympan et dominée par un toit pentu. En 1912, le gouvernement prit la décision d'agrandir l'établissement et les ajouts furent achevées en 1916 ; la nouvelle aile du lycée se caractérise par un style inspiré de l'Art nouveau, avec un décor simplifié.
L'intérieur du bâtiment a été rénové en 2009.

## Élèves célèbres
- Sava Šumanović
- Momčilo Bajagić
- Predrag Koraksić Corax
- David Albahari
- Goran Paskaljević
- Đorđe David
- Željko Mitrović
- Aleksandar Vučić